# Aphrodes furcillatus
Aphrodes furcillatus är en insektsart som beskrevs av Sáringer 1959. Aphrodes furcillatus ingår i släktet Aphrodes och familjen dvärgstritar. Inga underarter finns listade i Catalogue of Life.